# Thrillington
 (mars 2012).
Si vous disposez d'ouvrages ou d'articles de référence ou si vous connaissez des sites web de qualité traitant du thème abordé ici, merci de compléter l'article en donnant les références utiles à sa vérifiabilité et en les liant à la section « Notes et références ».
Albums de Paul McCartney
Ram
(1971) McCartney II
(1980)
Albums de musique classique de Paul McCartney
The Family Way
(1967) Paul McCartney's Liverpool Oratorio
(1991)
Thrillington est le titre d'un album de Paul McCartney sorti en 1977 sous le pseudonyme de Percy Thrills Thrillington.

## Genèse de l'album
Au milieu des années 1960, Richard Hewson, musicien de formation classique et jazz, a un groupe de jazz dont le bassiste est Peter Asher, frère de Jane, la fiancée de Paul McCartney à ce moment-là. En 1968, McCartney communique avec son ami, pour qu'il effectue les arrangements de cordes pour la chanson Those Were the Days de Mary Hopkin, produite par Apple Records, dont l'une des ambitions du label était de donner leur chance à des artistes peu connus. Cette chanson atteindra le sommet des palmarès. Ce sera le point de départ de la carrière d'arrangeur de Hewson. Il va croiser à nouveau la route des Beatles dans des circonstances très spéciales en 1970, puisque c'est lui que choisira Phil Spector pour écrire des arrangements sur The Long and Winding Road, Let It Be et I Me Mine. Tout se passa très vite, puisque Hewson devra travailler de nuit dans la précipitation… On se sait ce qu'il en advint : tant McCartney que George Martin critiquèrent vertement la décision de Spector. 
On comprend donc sa surprise lorsque, un an plus tard seulement, Paul McCartney en personne refait appel à lui ! L'idée de McCartney consiste à réaliser une version instrumentale de l'album Ram qu'il vient d'enregistrer et il a besoin d'un arrangeur professionnel pour d'une part écrire la partition et d'autre part rassembler des musiciens. À ce moment-là, Ram n'étant pas encore sorti, Hewson ne pouvait en connaître la musique. Aussi reçoit-il un exemplaire du disque afin de l'étudier. L'enregistrement de Thrillington durera trois jours seulement, du 15 au 17 juin, aux studios Abbey Road, en présence de Paul McCartney qui, bien que ne jouant d'aucun instrument, était évidemment un « producteur » attentif.

## Les musiciens
Parmi les musiciens recrutés pour l'occasion figuraient le guitariste Vic Flick, le batteur Clem Cattini, le bassiste Herbie Flowers — qui joua avec le Velvet Underground et interviendra sur Give My Regards to Broad Street —, le pianiste Steve Grey, l'organiste Roger Coulan et le percussionniste Jim Lawless. L'enregistrement se déroula de façon « classique », chaque musicien disposant d'une partition exhaustive ne laissant aucune place à l'improvisation. En écoutant l'album, on remarque une interprétation radicalement différente des Beatles par exemple, en particulier la basse de Herbie Flowers, dont le style n'a rien à voir avec celui de Paul : beaucoup plus volubile, souvent virtuose, elle adopte un timbre typique des années soixante. 
Sur ce noyau rythmique vont venir se greffer de nombreux instruments. Des cordes (une dizaine de violons, quatre violoncelles), des instruments à vent (clarinettes, saxophones, trompettes, trombones, tuba, flûtes jouées par le célèbre Carl Dolmetsch et sa famille), ainsi qu'un clavecin (sur Uncle Albert) et un chœur masculin (sur Ram On).

## Parution
L'album est mixé le 18 juin, date du 29e anniversaire de naissance de Paul. Malgré la qualité du travail réalisé et du grand plaisir que semblèrent y prendre tous les protagonistes, les bandes restèrent dans les tiroirs. McCartney enchaînant avec la fondation d'un nouveau groupe et oubliant de donner une suite au projet. Il faudra attendre 1977 pour que paraisse l'album signé Percy « Thrill » Thrillington, dans la plus complète indifférence; le nom de McCartney n'apparaissant pas explicitement. La note, au verso de l'album, présente l'enregistrement comme une fantaisie d'un chef d'orchestre, Thrillington, qui aurait choisi les chansons de Ram pour les arranger à sa façon. Ce CD sera brièvement réédité en 1995, toujours sans aucune publicité.  Ce disque a finalement été inclus dans la version de luxe lors de la publication remastérisée de l'album Ram paru en 2012.

## Pistes
1. Too Many People
2. 3 Legs
3. Ram On
4. Dear Boy
5. Uncle Albert/Admiral Halsey
6. Smile Away
7. Heart Of The Country
8. Monkberry Moon Delight
9. Eat At Home
10. Long Haired Lady
11. Back Seat Of My Car